# Solo tu (album Matia Bazar)
Solo tu è la terza raccolta dei Matia Bazar, pubblicata dall'etichetta discografica CGD nella serie economica MusicA su LP e cassetta (catalogo LSM 1268) nel 1979, su CD (catalogo CDLSM 100025) nel 1988.

## Descrizione
Ha la copertina rossa, è presente nella discografia del sito ufficiale, ed è la seconda di 3 raccolte, le altre sono Stasera che sera e C'è tutto un mondo intorno, che contengono ristampe dei brani di maggior successo della produzione discografica del gruppo nel periodo 1975-1980, già editi dalla Ariston Records.
Nessun inedito, né singolo estratto.

## Tracce
L'anno indicato è quello di pubblicazione dell'album che contiene il brano.
Lato A
1. Solo tu – 3:45 (testo: Aldo Stellita – musica: Piero Cassano, Carlo Marrale) – 1977
2. Per un minuto e poi... – 5:44 (testo: Aldo Stellita – musica: Piero Cassano, Carlo Marrale) – 1976
3. Non è poi tanto male – 3:41 (testo: Giancarlo Golzi, Aldo Stellita – musica: Antonella Ruggiero, Piero Cassano, Carlo Marrale) – 1979
4. Oggi per te – 4:25 (testo: Giancarlo Golzi, Aldo Stellita – musica: Antonella Ruggiero, Piero Cassano, Carlo Marrale) – 1979
5. Come un fiore – 6:20 (testo: Giancarlo Golzi, Aldo Stellita – musica: Antonella Ruggiero, Piero Cassano, Carlo Marrale) – 1979

Lato B
1. Gente di ogni età – 6:56 (testo: Aldo Stellita – musica: Piero Cassano, Carlo Marrale) – 1976
2. Se... – 3:52 (testo: Aldo Stellita – musica: Piero Cassano, Carlo Marrale) – 1977
3. La strada del perdono – 3:50 (testo: Aldo Stellita – musica: Piero Cassano, Carlo Marrale) – 1976
4. Ragazzo in blue jeans – 5:20 (testo: Giancarlo Golzi, Aldo Stellita – musica: Antonella Ruggiero, Piero Cassano, Carlo Marrale) – 1979
5. Per amare cosa vuoi – 3:36 (testo: Giancarlo Golzi, Aldo Stellita – musica: Antonella Ruggiero, Piero Cassano, Carlo Marrale) – 1979

## Formazione
- Antonella Ruggiero - voce solista, percussioni
- Piero Cassano - tastiere, voce
- Carlo Marrale - chitarre, voce
- Aldo Stellita - basso
- Giancarlo Golzi - batteria